# Білоус Валерій Миколайович
Вале́рій Микола́йович Білоу́с — старший сержант Збройних сил України, учасник російсько-української війни, який загинув під час російського вторгнення в Україну.

## Життєпис
Народився у 1986 році у смт Драбів (Черкаська область). Працював вчителем історії у Драбівському, потім у Перервинцівському навчально-виховному комплексі.
У 2019 році чоловік вступив на військову службу до Збройних Сил України за контрактом. Служив у 95-й окремій десантно-штурмовій бригаді.
Під час російського вторгнення в Україну 2022 року 8 березня зазнав важкого поранення на передовій. Йому оперативно надали медичну допомогу, однак врятувати життя не вдалося. Поховано у селищі Драбів.

## Нагороди
- орден «За мужність» III ступеня (2022, посмертно) — за особисту мужність і самовіддані дії, виявлені у захисті державного суверенітету та територіальної цілісності України, вірність військовій присязі.[2]